# Купјанск
Купјанск (укр. Куп'янськ) је град у Украјини, у Харковској области. Према процени из 2025. у граду је живело 900 становника.

## Становништво
Према процени, у граду је 2012. живело 29.686 становника.
| 1979.  | 1989.  | 2001.  | 2012.  |
| ------ | ------ | ------ | ------ |
| 33.860 | 35.001 | 32.449 | 29.686 |